# Macrobrachium chevalieri
Macrobrachium chevalieri is een garnalensoort uit de familie van de Palaemonidae. De wetenschappelijke naam van de soort is voor het eerst geldig gepubliceerd in 1935 door Roux.